# Neosuris
Neosuris är ett släkte av insekter. Neosuris ingår i familjen Rhyparochromidae.
Kladogram enligt Catalogue of Life:
| Neosuris | \| \| Neosuris castanea \| \| \| \| \| \| Neosuris fulgida \| \| \| \| |
|          | \| \| Neosuris castanea \| \| \| \| \| \| Neosuris fulgida \| \| \| \| |
|          | Neosuris castanea                                                      |
|          |                                                                        |
|          | Neosuris fulgida                                                       |
|          |                                                                        |